# Casa dello Scheletro

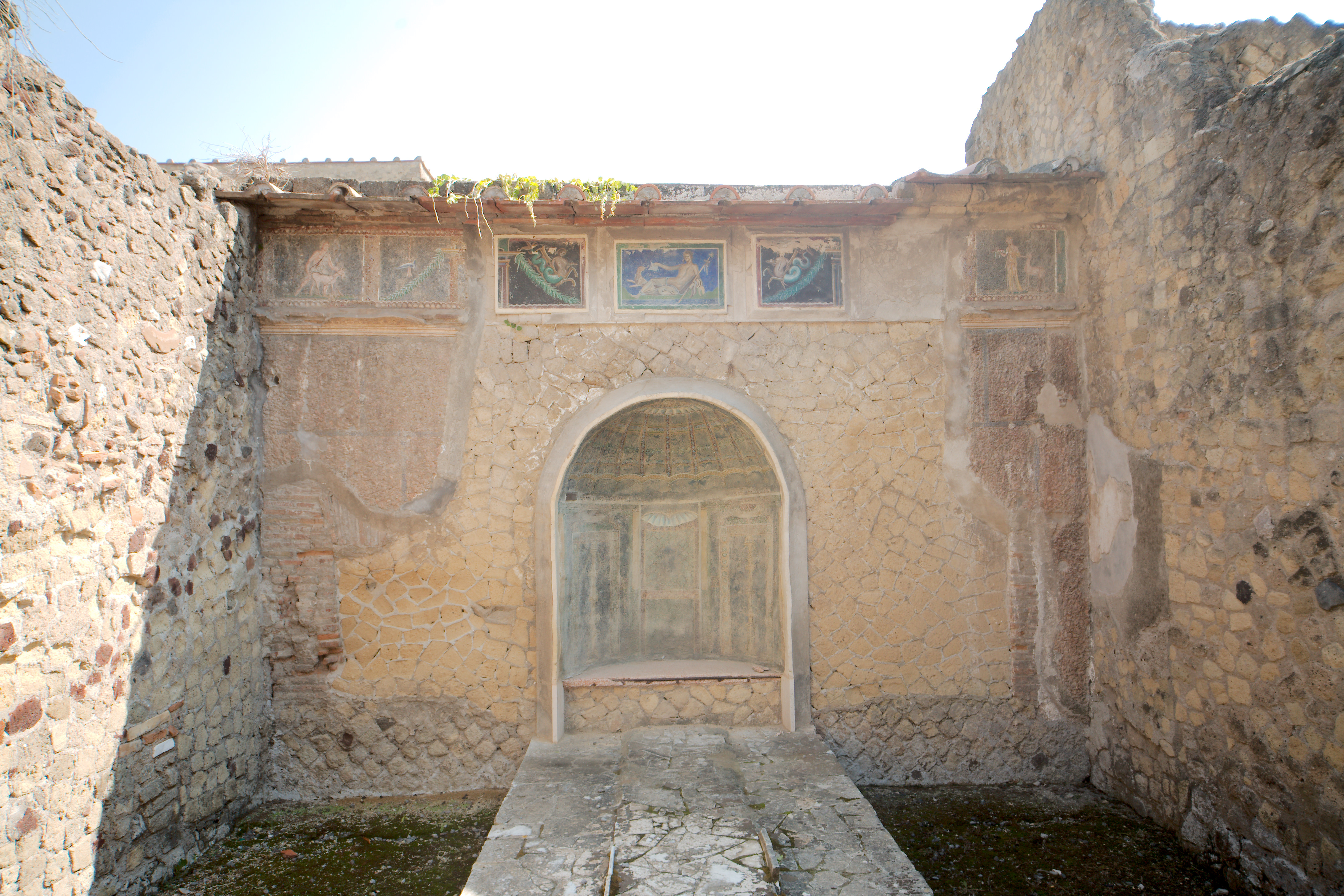
Il ninfeo

La casa dello Scheletro è una casa di epoca romana, sepolta durante l'eruzione del Vesuvio del 79 e ritrovata a seguito degli scavi archeologici dell'antica Ercolano: deve il suo nome al ritrovamento di uno scheletro umano al suo interno.

## Storia e descrizione
La casa venne sepolta durante l'eruzione del Vesuvio nel 79 sotto una coltre di fango a seguito delle colate piroclastiche; fu quindi esplorata tra il 1830 ed il 1831 da Carlo Bonucci, riportando alla luce il primo scheletro della città: lo scavo venne poi completato nel 1927 da Amedeo Maiuri.

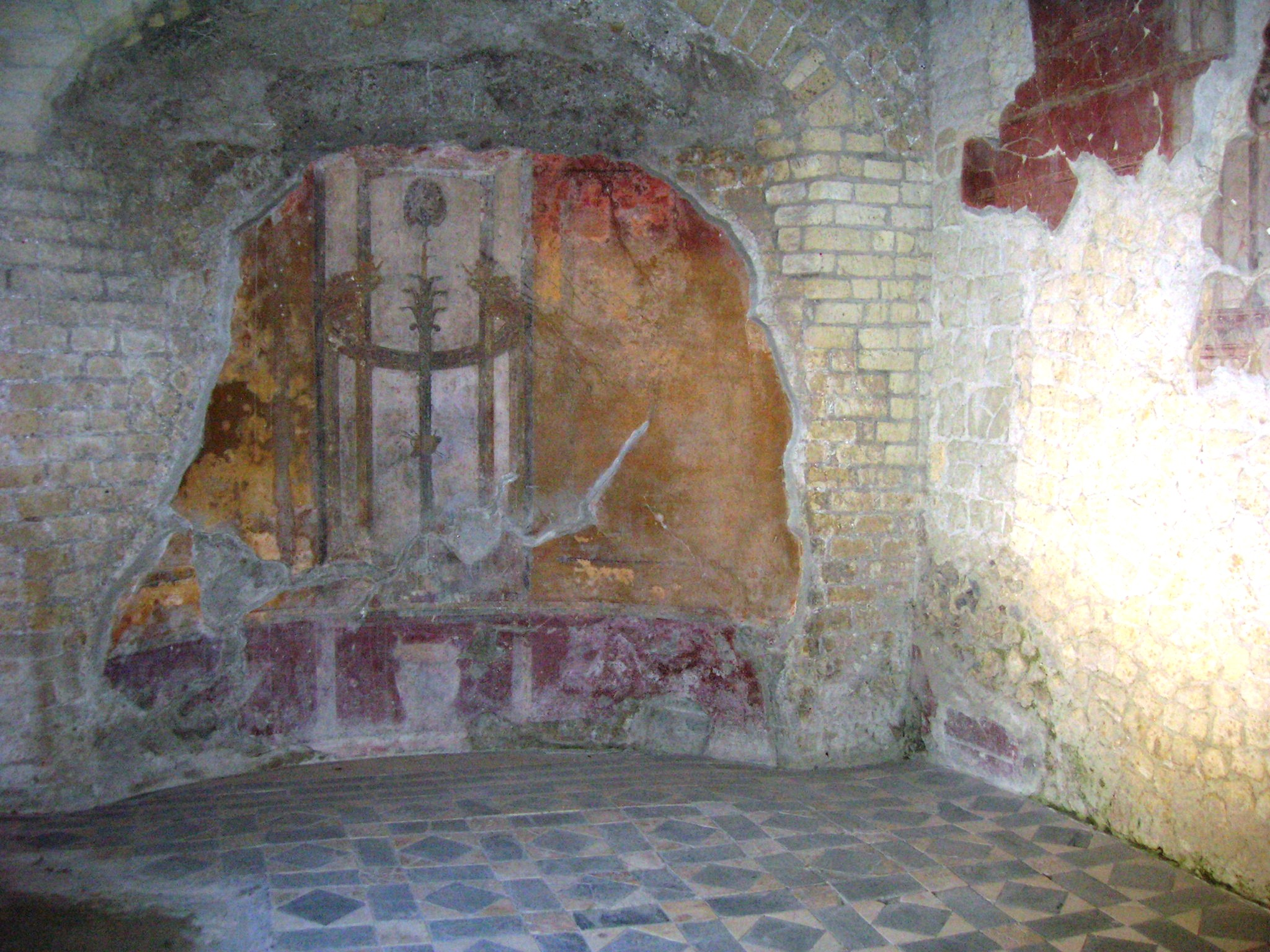
Il triclinio

La casa ha accesso lungo il cardo III ed ha un'estensione di quattrocentodieci metri quadrati, frutto del risultato dell'unione di tre abitazioni più piccole: su due livelli, si è conservato solo il piano terra. Superate le fauci d'ingresso, pavimentate a mosaico in bianco e nero, si accede all'atrio testudinato, senza impluvium: sull'atrio si aprono diversi ambienti, come un piccolo tablino, una sala che dà anche accesso all'oecus ed un ninfeo, con due vasche rettangolari, una pseudo grotta rivestita in finto opus quadratum con frammenti di calcare in rosso e incorniciata con tessere azzurre e fregio abbellito da sette pennelli a mosaico, di cui solo tre originali, mentre gli altri sono delle copie, tra i quali si riconosce il sacrificio di un ariete ed un offerente. Sempre dall'atrio un corridoio conduce al triclinio: questo ha una decorazione in terzo stile, con pannelli in rosso e arancio, che tendono a riprodurre elementi architettonici, mentre il pavimento è in opus sectile; l'ambiente, che presenta anche un'abside sulla parete nord, è illuminato da una grossa finestra che affaccia direttamente sul tablino. Dal triclinio, un'ampia apertura, porta ad piccolo cortile, chiuso dall'alto con una grata in ferro, probabilmente un espediente contro i ladri, con un larario decorato a mosaico, sovrastato da una tavoletta in marmo, raffigurante una figura alata. Un altro corridoio dal lato sud dell'atrio conduce invece ad ambienti di servizio, illuminati da diversi pozzi di luce: tra le varie stanze si distinguono due cubicoli, uno decorato in terzo stile con zoccolatura in nero e parte mediana in rosso, con una zona del pavimento rialzato, mentre l'altro presenta sempre decorazioni in terzo stile, con diverse tonalità di nero.